# مارک سالینگ
مارک سالینگ (انگلیسی: Mark Salling; ۱۷ اوت ۱۹۸۲ – ۳۰ ژانویهٔ ۲۰۱۸) هنرپیشه، آهنگساز، موسیقی‌دان اهل ایالات متحده آمریکا بود.
از فیلم‌ها یا برنامه‌های تلویزیونی که وی در آن نقش داشته‌است می‌توان به کودکان ذرت ۴: جمع‌آوری، گورستان اشاره کرد.